# Familia Osorio de Moscoso
La familia Osorio de Moscoso es una dinastía noble europea de origen español, originaria en los reinos de Galicia y León de la corona de Castilla, que se remonta al siglo XV. Es una rama cadete de la casa de Osorio, los Osorio de Moscoso son una de las familias más importantes y opulentas de la nobleza española al que pertenecen los marqueses de Astorga, grandes de España de primera clase, los condes de Altamira y los condes de Trastámara, entre otros. Este linaje tiene una rama peruana, sobre todo en la ciudad de Arequipa lugar donde se asentó el primer personaje con este apellido Juan Santiago Osorio de Moscoso y Sandoval Rojas y Borja y Tamaríz en 1634, de los cuales algunos de sus descendientes y miembros sobresalieron en la historia en épocas del imperio español. El matrimonio de Pedro Álvarez Osorio, I conde de Trastámara, con Urraca de Moscoso y Castro, II condesa de Altamira, originó en su descendencia el apellido compuesto «Osorio de Moscoso».
Son poseedores de la máxima dignidad de la nobleza española por ser titulares de la Grandeza de España de 1520, denominada grandeza inmemorial o Grandeza de Primera Clase. Asimismo muchos de los títulos nobiliarios de los Osorio de Moscoso tienen adscrita la grandeza de España. Este linaje tuvo un miembro que fue Vicente Pío Osorio de Moscoso que ostentó 109 títulos de nobleza, catorce de ellos con grandeza de España, también principados, ducados, marquesados, condados, vizcondados y baronías, llegando a ser la persona más titulada de toda la historia de España, tuvo más títulos que la casa de Alba que ahora esta es conocida por tener muchos títulos por incorporación de otras casas nobiliarias, debido a casamientos y herencias. Desde su fundación los miembros de este linaje entroncaron con las casas de la nobleza española más poderosas e influyentes del Reino de España, e incluso con la familia real española, la casa de Borbón, con el matrimonio de José María Osorio de Moscoso y la infanta de España Luisa Teresa de Borbón prima hermana de la reina Isabel II de España, originando así a los «Osorio de Moscoso y Borbón».

## Historia
Se dice que con el ajusticiamiento de Álvaro de Luna en 1453, y la muerte del rey Juan II al año siguiente, el conde de Trastámara, Pedro Álvarez Osorio de Villalobos pierde casi toda su influencia en la Corte de Enrique IV al que, sin embargo, rinde pleito homenaje. En esos años trabaja para afianzar su dominio en Galicia frente a la hegemonía del conde de Lemos, atrayendo a la órbita de los Osorio a casas tan importantes como las de Moscoso y Sotomayor.
Del matrimonio de Pedro Álvarez Osorio de Villalobos y Urraca de Moscoso y Castro, el linaje comienza con su primogénito Rodrigo Osorio de Moscoso, II conde de Altamira. La sucesión en el condado de Altamira sucede cuando Inés de Moscoso y Castro, hermana de Urraca de Moscoso, contrajo matrimonio con Vasco López de Ulloa, siendo su hijo Lope Sánchez de Ulloa y Moscoso el primer conde de Altamira que gobernó la Casa hasta su muerte sin dejar descendencia en octubre de 1504.
Según Vasco da Ponte: 

Las vicisitudes biológicas o de otra naturaleza ("este conde Don Lope no era hombre para mujer") convirtió en heredero del título y de la jefatura de la Casa al segundo conde, Rodrigo Osorio de Moscoso, su primo hermano, hijo de Pedro Álvarez Osorio y de Urraca de Moscoso y Castro.
Vasco da Ponte, Relación de algunas casas y linajes del Reino de Galicia

### Biografía y personalidad del conde Rodrigo, fundador del linaje
II conde de Altamira. Sacó tiempo para componer poemas que están incluidos en el Cancionero General de Hernando del Castillo. Siguió sus campañas militares en Granada, Orán y Bugia, muriendo en esta última. Está enterrado en el Convento de Santo Domingo de Santiago de Compostela. Por su participación en la Rebelión Irmandiña de 1467 fue apresado por Diego de Andrade que lo tuvo retenido y le obligó a casarse con su hija Teresa de Andrade de quien tuvo a Lope Osorio de Moscoso y Andrade.
Esta reseña de la época habla sobre el linaje de su madre del conde Rodrigo:

De modo tal que la continuidad genealógica venía, una vez más, de la mano de una mujer ("este conde Don Rodrigo por madre (...;) era Moscoso, Montaos, Dubra y de los Beçerras de Cançes y de otros buenos; y por la parte de su abuela materna era de Castro, Lara y Guzmán.
Vasco da Ponte, Relación de algunas casas y linajes del Reino de Galicia

El mismo Vasco da Ponte valora así su físico y personalidad:

La imagen que del nuevo conde transmite el Recuento...; se asemeja a la de un noble educado para cortesano pues Vasco da Ponte lo retrata como: Buena persona de hombre, era delgado, bien echo y de buena estatura, graçioso en su habla, de buena criança, buen cavallero de ambas las sillas, muy suelto de correr y de saltar y tirar la barra, la lança y el dardo, tañedor de viola y de guitarra.
Vasco da Ponte, Relación de algunas casas y linajes del Reino de Galicia

Sentido artístico que adquiere relevancia por su afición a la lírica, dado que Rodrigo era excelente poeta, algunas de cuyas composiciones se conservaron en el Cancionero General de Hernando del Castillo.
Fallecimiento del conde:

El nuevo orden imperante –"tiempos de grandes justicias" ironiza el cronista pronobiliario– determina "que para façer façañas no vino en tiempo de guerras"; sin embargo se sabe que a principios de 1510 "en servicio de Dios Nuestro Señor [y de su rey] fue muerto en la çiudad de Bugía que la poseían los moros.
Vasco da Ponte, Relación de algunas casas y linajes del Reino de Galicia

Queda heredero su primogénito:

Su hijo Don Lope Osorio de Moscoso, niño de tan sólo ocho años, fue el nuevo heredero de la Casa, la exogamia impuesta a la díscola nobleza gallega por los Reyes Católicos hizo que el marqués de Villafranca procurara casarlo "con su hija Doña Ana de Toledo. Este marqués [añade Aponte] es de muy buena sangre, hijo segundo del duque de Alva y de la duquesa su mujer".
Vasco da Ponte, Relación de algunas casas y linajes del Reino de Galicia

## Rama peruana
La familia Osorio de Moscoso del Perú fue fundada en 1634 por el capitán de infantería en Flandes, Juan Santiago Antonio Osorio de Moscoso y Sandoval Rojas y Borja y Tamaríz, —hijo primogénito del conde de las Torres, Pablo Osorio de Moscoso y Sandoval-Rojas y Borja—, asentándose en Arequipa y llegando a ostentar el cargo de Alcalde de dicha ciudad en 1646. Su hijo Juan Elías Osorio de Moscoso y Butrón de Múgica, ostentó uno de los cargos más importantes del virreinato siendo alférez real de Arequipa por despacho de S.M. el Rey de España y heredado por sus descendientes, también siendo alcalde de la ciudad de Arequipa en 1684 y 1698.
La familia Osorio de Moscoso gozaba desde 1530 de especiales privilegios concedidos por el papa Clemente VII, los que fueron reconocidos en Arequipa por su obispo Manuel Abad Yllana. Todos los descendientes del alférez real Juan Elías, eran enviados a estudiar a España, exceptuando los hijos del capitán Juan Santiago, que su tío el cardenal Baltazar Osorio de Moscoso y Sandoval Rojas y Borja le insistía en enviar a sus hijos a estudiar a España para que recibieran una educación propia de su rango.
Este rama dio un virrey del Perú, Juan Pío de Tristán y Osorio de Moscoso siendo el último representante de España en el Perú, y también el famoso arzobispo Moscoso.

## Galería de imágenes
La familia tenía su gran colección de pinturas en el Palacio de Altamira (Madrid), una de las primeras de España. Entre la colección habían pinturas de Agustín Esteve, Anton Raphael Mengs, Leonardo Da Vinci, Tiziano, Francisco de Goya, etc.. Mucho de su patrimonio fue robado por los franceses durante la invasión napoleónica a España y muchas de esas pinturas están en el Museo del Louvre.

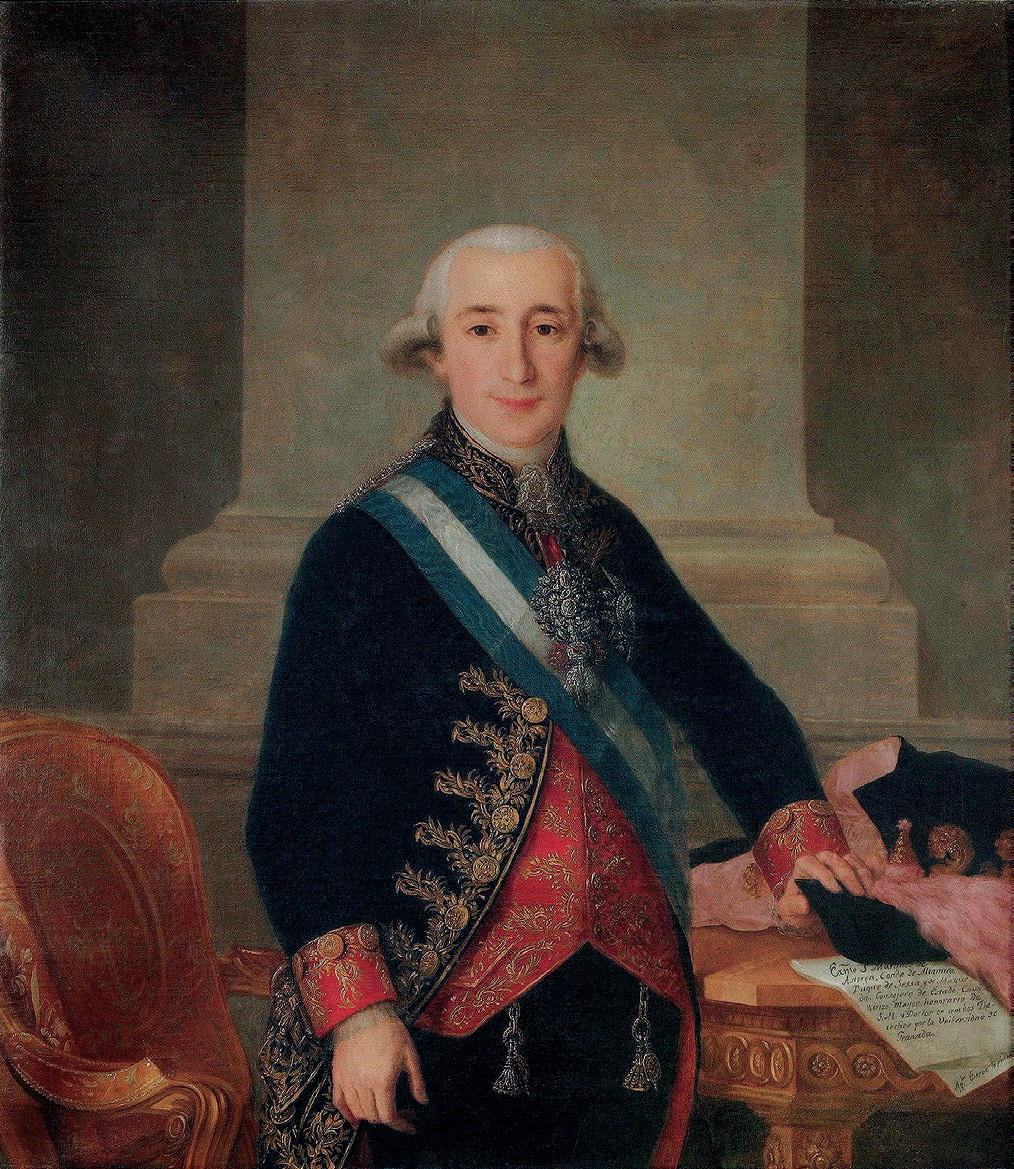
Vicente Joaquín Osorio de Moscoso, XI conde de Altamira, por Agustín Esteve
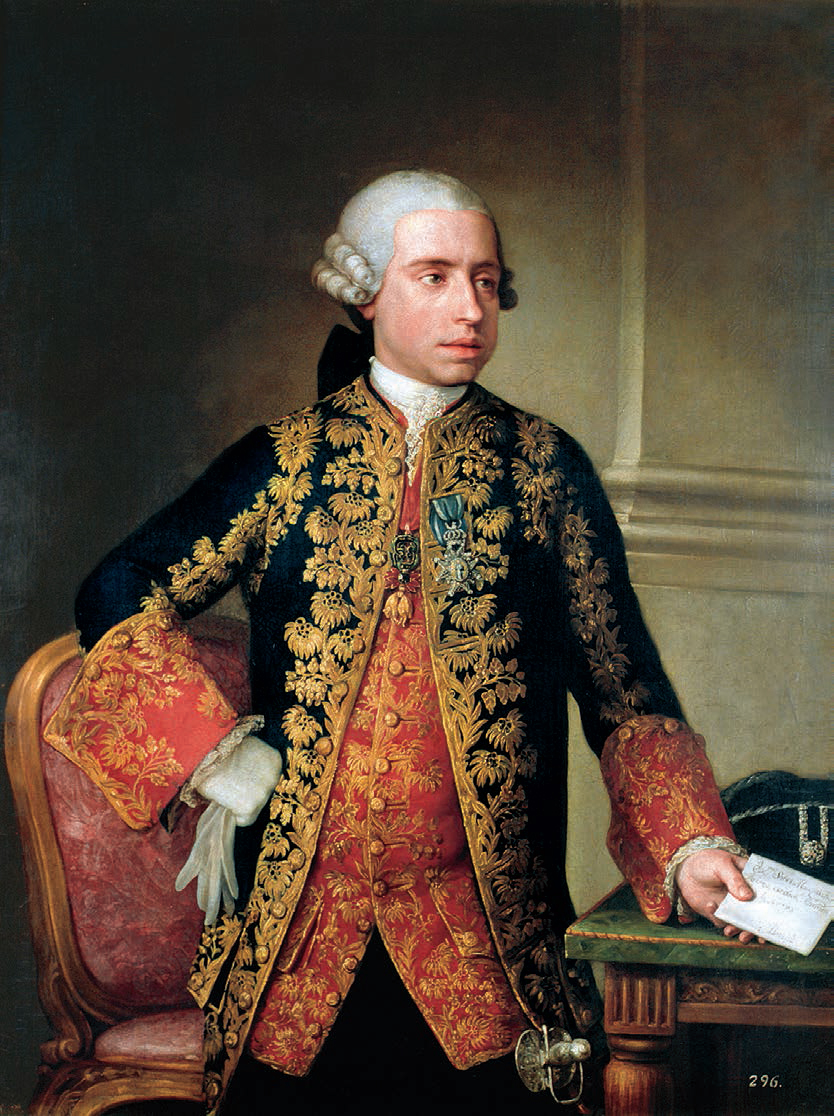
Vicente Joaquín Osorio de Moscoso, XI conde de Altamira, por Anton Raphael Mengs
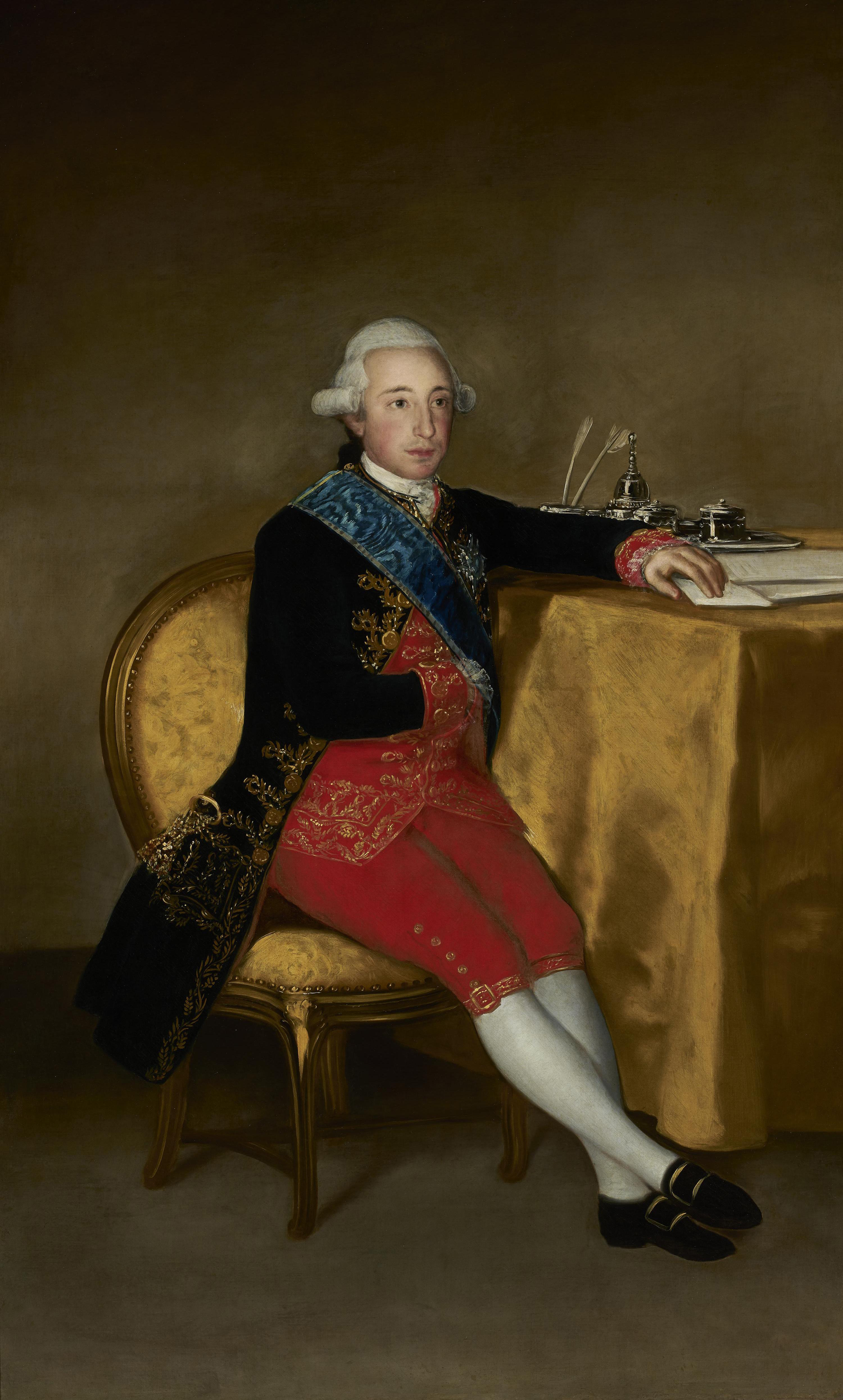
Vicente Joaquín Osorio de Moscoso, XI conde de Altamira, por Francisco de Goya.
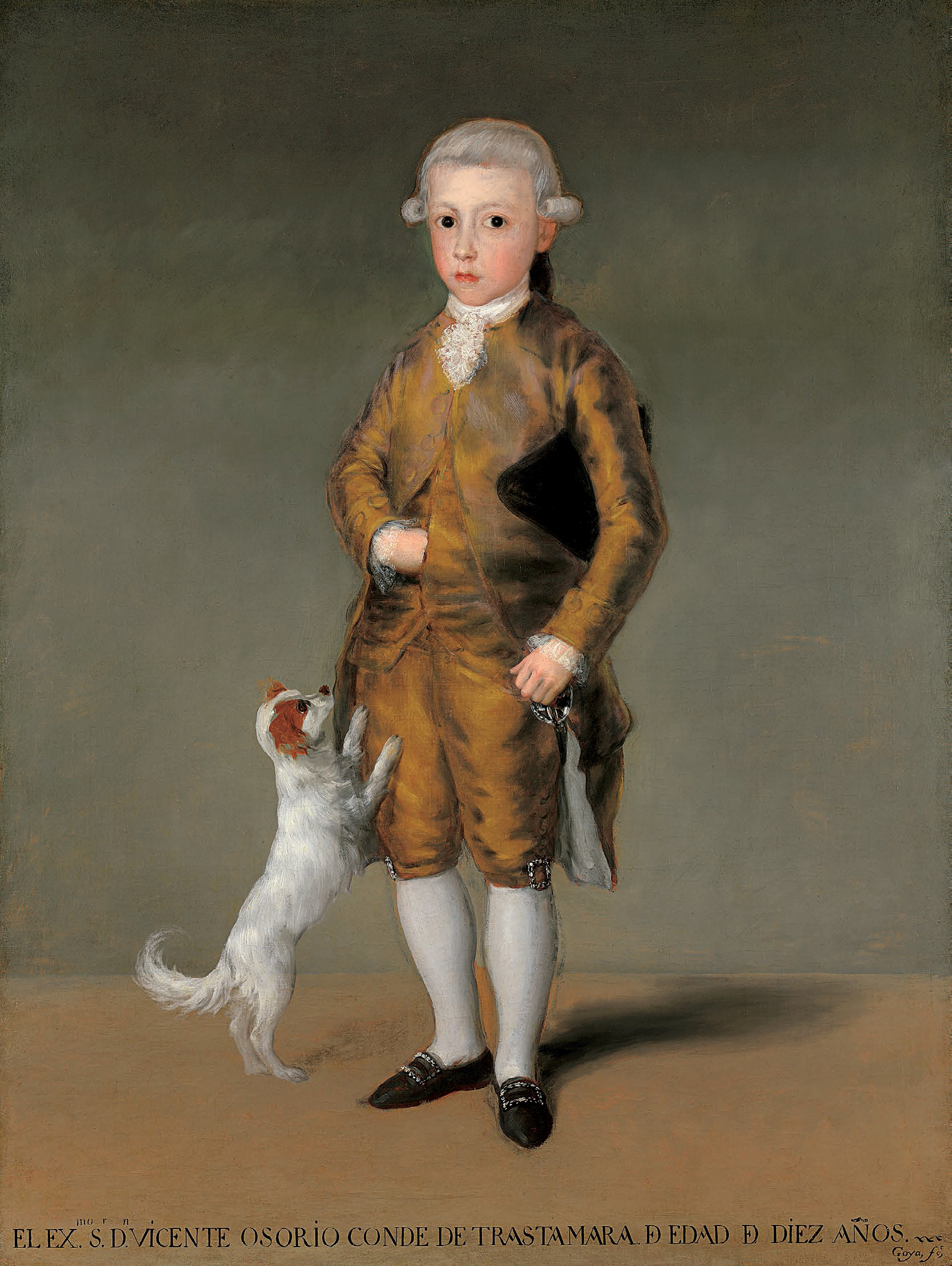
Vicente Isabel Osorio de Moscoso, XII conde de Altamira, por Francisco de Goya.
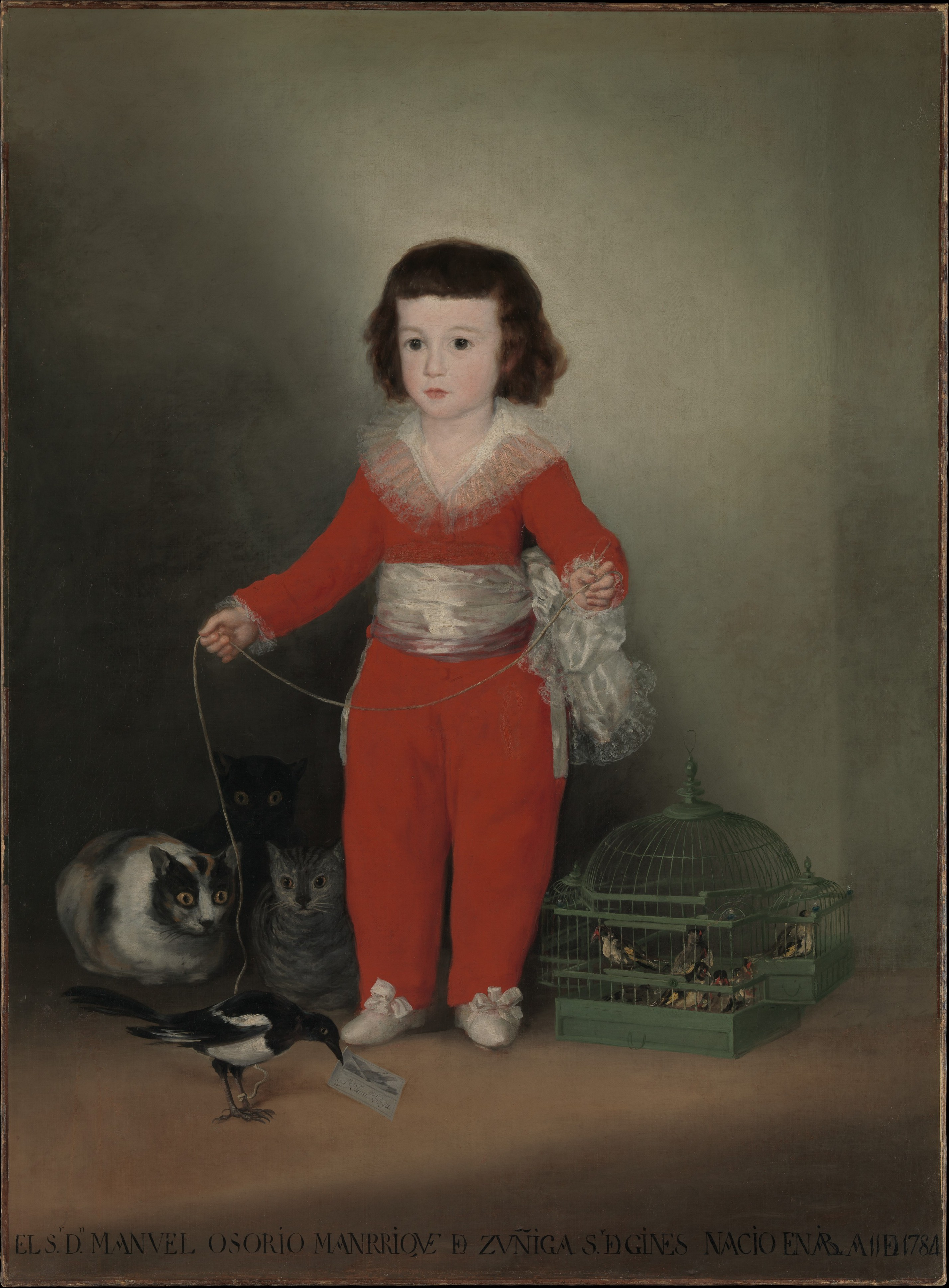
Don Manuel Osorio de Moscoso y Manrique de Zúñiga, de niño, por Francisco de Goya.
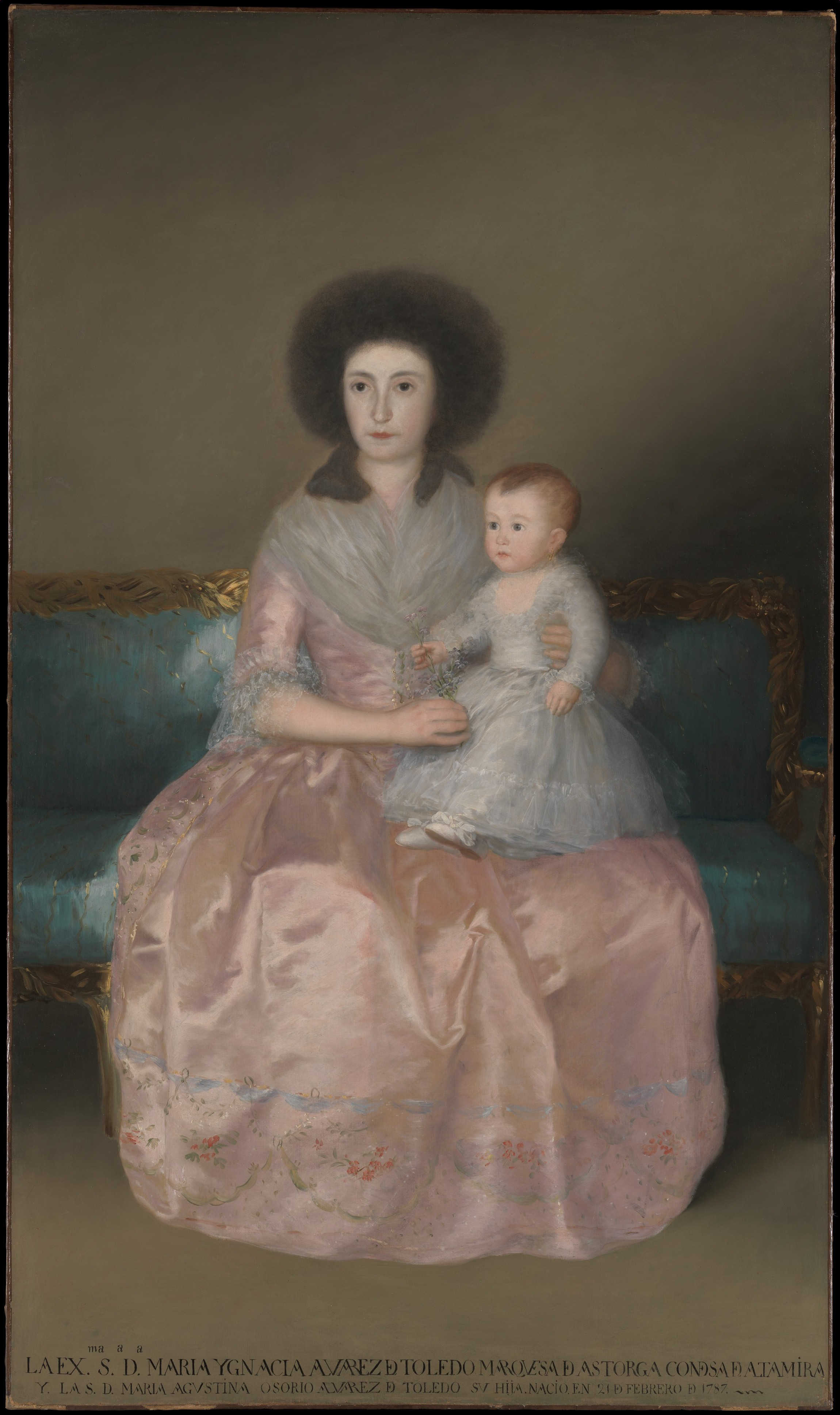
La condesa consorte de Altamira y su hija, María Agustina, por Francisco de Goya.
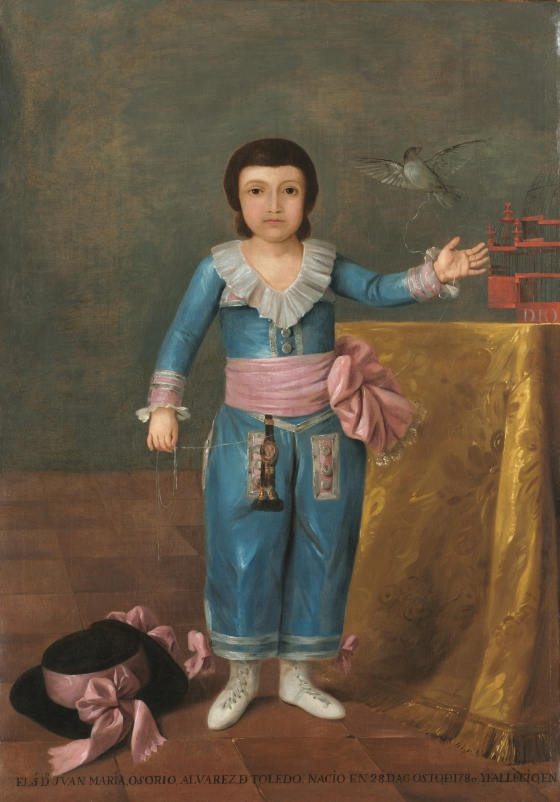
Juan María Osorio de Moscoso, de niño, medio hermano de Vicente y Manuel, por Agustín Esteve y Marques.

## Algunos miembros y descendientes del linaje
| Algunos miembros y descendientes del linaje |
| --- |
| \| 1. Rodrigo Osorio de Moscoso y Álvarez de Toledo, IV conde de Altamira. 2. Lope Osorio de Moscoso y Braganza, caballerizo mayor y mayordomo de la reina Margarita de Austria-Estiria, esposa de Felipe III de España, caballero de la Orden de Santiago, comendador de Los Santos en dicha orden, V conde de Altamira, Grande de España. 3. Baltasar Osorio de Moscoso y Sandoval y Rojas, Cardenal de la Iglesia católica y arzobispo español, Obispo de Teano, Arzobispo de Toledo y Primado de España. 4. Melchor Osorio de Moscoso y Sandoval y Rojas, arcediano de Alarcón, canónigo de la catedral de Cuenca, sumiller de cortina y capellán mayor de Felipe IV, sumiller de oratorio del cardenal-infante Fernando de Austria y finalmente Obispo de Segovia. 5. Antonio Gaspar Osorio de Moscoso y Aragón, gentilhombre de la Real Cámara de Felipe V, VII duque de Sanlúcar la Mayor, VIII conde de Altamira,[16] VII marqués de Almazán, XII conde de Monteagudo de Mendoza, VII conde de Lodosa, VII marqués de Poza, III marqués de Morata de la Vega, IV marqués de Leganés, y VI conde de Arzarcóllar, Grande de España. 6. Vicente Joaquín Osorio de Moscoso y Guzmán, caballerizo mayor del rey Carlos IV, director del Banco de San Carlos, en el que colaboró para su fundación, servidor de la Casa Real de España y caballero de la Orden del Toisón de Oro, XI conde de Altamira, Grande de España. 7. Vicente Isabel Osorio de Moscoso y Álvarez de Toledo, caballerizo mayor del rey Fernando VII, XII conde de Altamira, Grande de España. 8. Vicente Pío Osorio de Moscoso y Ponce de León, jefe de la Casa de Osorio. Ostentó 109 títulos de nobleza, catorce de ellos con grandeza de España, llegando a ser la persona más titulada de toda la historia de España, caballerizo mayor de la reina Isabel II, príncipe de Maratea, XIII conde de Altamira, Grande de España. 9. José María Osorio de Moscoso y Carvajal, XVI duque de Sessa,[17] XX conde de Cabra,[18] XIV conde de Altamira,[19] XVIII marqués de Astorga,[20] XVIII duque de Maqueda,[21] V duque de Montemar,[22] XV marqués de Ayamonte, XII marqués de San Román, XII conde de Trastámara marqués de Villamanrique,[23] y señor de Villalobos. Fue también caballero de la Orden del Toisón de Oro, caballero de la Orden de Alcántara (1844), de la de San Juan, maestrante de Zaragoza, de la Gran Cruz de la Orden de Carlos III (1845), así como gentilhombre de Cámara de la monarca Isabel II y senador vitalicio del Reino, además de ser esposo de la infanta Luisa Teresa de Borbón.[24][25] 10. Luis Osorio de Moscoso y Borbón, también conocido como el conde romántico debido a su afición a la pintura y las artes, fue un aristócrata y político español, XXI conde de Cabra, XVII marqués de Ayamonte y vizconde de Iznájar, maestrante de Ronda y caballero de la Orden de Alcántara, Grande de España.[26] 11. Gerardo Osorio de Moscoso y Reynoso, [19] XVII conde de Altamira, Grande de España. 12. Juan Manuel Osorio de Moscoso y Peralta, alférez real de Arequipa por Despacho de S.M. el Rey de España, caballero de la gran Cruz de la Orden de Carlos III, consejero de Estado del rey Carlos IV y la reina Maria Luisa de Parma, obispo de Arequipa, obispo de Córdoba del Tucumán, obispo del Cuzco, arzobispo de Granada. 13. Ángel Mariano Osorio de Moscoso y Pérez de Oblitas, obispo de Córdoba del Tucumán. 14. José Gabriel Osorio de Moscoso y Osorio de Moscoso, caballero de la Orden de Alcántara y Gobernador Intendente de la provincia de Arequipa. 15. Juan Pío de Tristán y Osorio de Moscoso, general en jefe del Ejército realista del Alto Perú, encargado del Protectorado de la Confederación Perú-Boliviana, Presidente del Estado Sud-Peruano y Virrey del Perú. 16. Domingo de Tristán y Osorio de Moscoso, oficial militar y diputado en las Cortes de Cádiz. 17. Flora de Tristán y Osorio de Moscoso, escritora, pensadora y feminista francesa de ascendencia peruana. Fue una de las grandes fundadoras del feminismo temprano y fue su nieto el destacado pintor Paul Gauguin[27][28][29] 18. Manuel Sebastián Ugarte y Osorio de Moscoso, militar peruano. Es reconocido como héroe nacional de la Medicina Naval del Perú murió durante la Guerra del Pacífico. 19. José Manuel de Goyeneche y Barreda, general en jefe del Ejército realista del Alto Perú, I conde de Guaqui. 20. José Sebastián de Goyeneche y Barreda, religioso peruano, Arzobispo de Arequipa y Arzobispo de Lima. 21. José Manuel de Goyeneche y Gamio, caballero de la gran Cruz de la Orden de Carlos III, II conde de Guaqui, Grande de España. 22. Juan Mariano de Goyeneche y Gamio, político, diplomático, caballero de la Orden de Santiago, caballero de la gran Cruz de la Orden de Carlos III, III conde de Guaqui, Grande de España. 23. Mario Vargas Llosa, escritor peruano y I marqués de Vargas Llosa. 24. José Luis Bustamante y Rivero, abogado, jurista, político, diplomático y escritor peruano que fue presidente de la República del Perú de 1945 a 1948. 25. Eduardo López de Romaña, ingeniero, empresario y político peruano, que ocupó la Presidencia Constitucional del Perú de 1899 a 1903. Fue el primer presidente peruano con profesión de ingeniero civil. Con él se inició la etapa llamada la República Aristocrática, que duraría hasta 1919. 26. Óscar Raimundo Benavides, militar y político peruano, Presidente Provisorio del Perú en dos ocasiones, de 1914 a 1915, designado por el Parlamento bicameral tras el golpe de Estado al presidente Guillermo Billinghurst; y de 1933 a 1939, designado por el Congreso Constituyente. En 1940, se le confirió el rango de Gran Mariscal. 27. José Rufino Echenique, militar y político peruano que fue presidente constitucional de la República del Perú entre 1851 y 1855. 28. Juan Martín Echenique, político y militar peruano 29. Clemente Althaus, poeta, dramaturgo y traductor. 30. Pedro Diez-Canseco y Corbacho, militar y político peruano, presidente interino del Perú en tres ocasiones. 31. Fernando Belaúnde Terry, arquitecto, estadista, político y orador peruano. Ejerció como presidente del Perú en dos mandatos no consecutivos: de 1963 a 1968 y de 1980 a 1985. 32. Hernando de Soto (economista), economista[30][31][32] y político peruano. Es presidente del Instituto Libertad y Democracia (ILD), un think tank enfocado en el desarrollo económico en los países en desarrollo desde un punto de vista neoliberal.,[33] En octubre de 2020, De Soto reingresó a la política peruana al anunciar su candidatura a la presidencia de Perú en las elecciones generales de Perú de 2021 por el partido Avanza País.[34] 33. Luis María Gonzaga de Casanova-Cárdenas y Barón, caballero de la Real Maestranza de Caballería de Valencia y de la Real Hermandad del Santo Cáliz de Valencia, señor del Castillo de La Ràpita en Vallfogona de Balaguer, Noguera, Provincia de Lérida, Cataluña, V duque de Santángelo, XXI marqués de Elche, Grande de España. Descendiente de los Osorio de Moscoso y Borbón y es el esposo de la archiduquesa Mónica de Austria, hija del Archiduque Otón de Austria, y de la princesa Regina de Sajonia-Meiningen, y hermana del príncipe imperial Carlos de Austria, jefe de la Casa de Habsburgo-Lorena. 34. Alfredo de Goyeneche y Moreno, jinete e ingeniero español, presidente del Comité Olímpico Español (COE) desde 1998 hasta su muerte. X marqués de Villafuerte, VII marqués de Artasona, VI conde de Guaqui y V conde de Casa Saavedra, Grande de España. \| |
| 1. Rodrigo Osorio de Moscoso y Álvarez de Toledo, IV conde de Altamira. 2. Lope Osorio de Moscoso y Braganza, caballerizo mayor y mayordomo de la reina Margarita de Austria-Estiria, esposa de Felipe III de España, caballero de la Orden de Santiago, comendador de Los Santos en dicha orden, V conde de Altamira, Grande de España. 3. Baltasar Osorio de Moscoso y Sandoval y Rojas, Cardenal de la Iglesia católica y arzobispo español, Obispo de Teano, Arzobispo de Toledo y Primado de España. 4. Melchor Osorio de Moscoso y Sandoval y Rojas, arcediano de Alarcón, canónigo de la catedral de Cuenca, sumiller de cortina y capellán mayor de Felipe IV, sumiller de oratorio del cardenal-infante Fernando de Austria y finalmente Obispo de Segovia. 5. Antonio Gaspar Osorio de Moscoso y Aragón, gentilhombre de la Real Cámara de Felipe V, VII duque de Sanlúcar la Mayor, VIII conde de Altamira, VII marqués de Almazán, XII conde de Monteagudo de Mendoza, VII conde de Lodosa, VII marqués de Poza, III marqués de Morata de la Vega, IV marqués de Leganés, y VI conde de Arzarcóllar, Grande de España. 6. Vicente Joaquín Osorio de Moscoso y Guzmán, caballerizo mayor del rey Carlos IV, director del Banco de San Carlos, en el que colaboró para su fundación, servidor de la Casa Real de España y caballero de la Orden del Toisón de Oro, XI conde de Altamira, Grande de España. 7. Vicente Isabel Osorio de Moscoso y Álvarez de Toledo, caballerizo mayor del rey Fernando VII, XII conde de Altamira, Grande de España. 8. Vicente Pío Osorio de Moscoso y Ponce de León, jefe de la Casa de Osorio. Ostentó 109 títulos de nobleza, catorce de ellos con grandeza de España, llegando a ser la persona más titulada de toda la historia de España, caballerizo mayor de la reina Isabel II, príncipe de Maratea, XIII conde de Altamira, Grande de España. 9. José María Osorio de Moscoso y Carvajal, XVI duque de Sessa, XX conde de Cabra, XIV conde de Altamira, XVIII marqués de Astorga, XVIII duque de Maqueda, V duque de Montemar, XV marqués de Ayamonte, XII marqués de San Román, XII conde de Trastámara marqués de Villamanrique, y señor de Villalobos. Fue también caballero de la Orden del Toisón de Oro, caballero de la Orden de Alcántara (1844), de la de San Juan, maestrante de Zaragoza, de la Gran Cruz de la Orden de Carlos III (1845), así como gentilhombre de Cámara de la monarca Isabel II y senador vitalicio del Reino, además de ser esposo de la infanta Luisa Teresa de Borbón. 10. Luis Osorio de Moscoso y Borbón, también conocido como el conde romántico debido a su afición a la pintura y las artes, fue un aristócrata y político español, XXI conde de Cabra, XVII marqués de Ayamonte y vizconde de Iznájar, maestrante de Ronda y caballero de la Orden de Alcántara, Grande de España. 11. Gerardo Osorio de Moscoso y Reynoso, XVII conde de Altamira, Grande de España. 12. Juan Manuel Osorio de Moscoso y Peralta, alférez real de Arequipa por Despacho de S.M. el Rey de España, caballero de la gran Cruz de la Orden de Carlos III, consejero de Estado del rey Carlos IV y la reina Maria Luisa de Parma, obispo de Arequipa, obispo de Córdoba del Tucumán, obispo del Cuzco, arzobispo de Granada. 13. Ángel Mariano Osorio de Moscoso y Pérez de Oblitas, obispo de Córdoba del Tucumán. 14. José Gabriel Osorio de Moscoso y Osorio de Moscoso, caballero de la Orden de Alcántara y Gobernador Intendente de la provincia de Arequipa. 15. Juan Pío de Tristán y Osorio de Moscoso, general en jefe del Ejército realista del Alto Perú, encargado del Protectorado de la Confederación Perú-Boliviana, Presidente del Estado Sud-Peruano y Virrey del Perú. 16. Domingo de Tristán y Osorio de Moscoso, oficial militar y diputado en las Cortes de Cádiz. 17. Flora de Tristán y Osorio de Moscoso, escritora, pensadora y feminista francesa de ascendencia peruana. Fue una de las grandes fundadoras del feminismo temprano y fue su nieto el destacado pintor Paul Gauguin 18. Manuel Sebastián Ugarte y Osorio de Moscoso, militar peruano. Es reconocido como héroe nacional de la Medicina Naval del Perú murió durante la Guerra del Pacífico. 19. José Manuel de Goyeneche y Barreda, general en jefe del Ejército realista del Alto Perú, I conde de Guaqui. 20. José Sebastián de Goyeneche y Barreda, religioso peruano, Arzobispo de Arequipa y Arzobispo de Lima. 21. José Manuel de Goyeneche y Gamio, caballero de la gran Cruz de la Orden de Carlos III, II conde de Guaqui, Grande de España. 22. Juan Mariano de Goyeneche y Gamio, político, diplomático, caballero de la Orden de Santiago, caballero de la gran Cruz de la Orden de Carlos III, III conde de Guaqui, Grande de España. 23. Mario Vargas Llosa, escritor peruano y I marqués de Vargas Llosa. 24. José Luis Bustamante y Rivero, abogado, jurista, político, diplomático y escritor peruano que fue presidente de la República del Perú de 1945 a 1948. 25. Eduardo López de Romaña, ingeniero, empresario y político peruano, que ocupó la Presidencia Constitucional del Perú de 1899 a 1903. Fue el primer presidente peruano con profesión de ingeniero civil. Con él se inició la etapa llamada la República Aristocrática, que duraría hasta 1919. 26. Óscar Raimundo Benavides, militar y político peruano, Presidente Provisorio del Perú en dos ocasiones, de 1914 a 1915, designado por el Parlamento bicameral tras el golpe de Estado al presidente Guillermo Billinghurst; y de 1933 a 1939, designado por el Congreso Constituyente. En 1940, se le confirió el rango de Gran Mariscal. 27. José Rufino Echenique, militar y político peruano que fue presidente constitucional de la República del Perú entre 1851 y 1855. 28. Juan Martín Echenique, político y militar peruano 29. Clemente Althaus, poeta, dramaturgo y traductor. 30. Pedro Diez-Canseco y Corbacho, militar y político peruano, presidente interino del Perú en tres ocasiones. 31. Fernando Belaúnde Terry, arquitecto, estadista, político y orador peruano. Ejerció como presidente del Perú en dos mandatos no consecutivos: de 1963 a 1968 y de 1980 a 1985. 32. Hernando de Soto (economista), economista y político peruano. Es presidente del Instituto Libertad y Democracia (ILD), un think tank enfocado en el desarrollo económico en los países en desarrollo desde un punto de vista neoliberal., En octubre de 2020, De Soto reingresó a la política peruana al anunciar su candidatura a la presidencia de Perú en las elecciones generales de Perú de 2021 por el partido Avanza País. 33. Luis María Gonzaga de Casanova-Cárdenas y Barón, caballero de la Real Maestranza de Caballería de Valencia y de la Real Hermandad del Santo Cáliz de Valencia, señor del Castillo de La Ràpita en Vallfogona de Balaguer, Noguera, Provincia de Lérida, Cataluña, V duque de Santángelo, XXI marqués de Elche, Grande de España. Descendiente de los Osorio de Moscoso y Borbón y es el esposo de la archiduquesa Mónica de Austria, hija del Archiduque Otón de Austria, y de la princesa Regina de Sajonia-Meiningen, y hermana del príncipe imperial Carlos de Austria, jefe de la Casa de Habsburgo-Lorena. 34. Alfredo de Goyeneche y Moreno, jinete e ingeniero español, presidente del Comité Olímpico Español (COE) desde 1998 hasta su muerte. X marqués de Villafuerte, VII marqués de Artasona, VI conde de Guaqui y V conde de Casa Saavedra, Grande de España.                                                                                        |

## Relación con otras casas nobiliarias y reales
A lo largo de su historia, los miembros de la familia Osorio de Moscoso han entroncado con numerosos linajes, casas nobiliarias y reales, entre ellas la Casa de Borbón, la Casa de Braganza, la familia Enríquez (parientes de Enrique II de Castilla), la Casa de Habsburgo, la Casa de Alba, la Casa de Butrón, la Casa de Osuna, Casa de Zúñiga, Casa de Aragón, la Casa del Infantado, la Casa de Lerma, la Casa de Borja, la Casa de Medina Sidonia, la Casa de Sandoval y Rojas, etc., por lo que los hace parientes de monarcas que actualmente reinan en diferentes países europeos que pertenecen a casas reales que están entre los antepasados de esta familia, como son los reyes de España, reyes de Portugal, reyes de Francia, la monarquía británica, los emperadores de Alemania y los emperadores de Austria, entre otros.